# Скшиньский, Александр
Александр Юзеф Скшиньский (пол. Aleksander Józef Skrzyński; 19 марта 1882, Загужаны, Австро-Венгрия — 25 сентября 1931, Острув-Велькопольски, Польша) — польский государственный деятель. Министр иностранных дел в 1922—1926 годах (с перерывами в различных правительствах), премьер-министр в ноябре 1925 — мае 1926 годов.

## Биография
Изучал право в Венском университете (1900—1904), продолжив образование в Краковском университете. Окончил его в 1906 году, получив степень доктора права. С 1906 года на дипломатической службе Австро-Венгрии, служил при императоре Франце Иосифе I. Принимал участие в Первой мировой войне в звании младшего лейтенанта, затем — адъютант генерала Тадеуша Розвадовского, с 1916 года — офицер в запасе. Работал на дипслужбе в Гааге, Берлине, Париже.
После создания независимого польского государства (1918) назначен в 1919 году полномочным представителем в Бухаресте (Румыния). После убийства первого польского президента Габриэля Нарутовича назначен 16 декабря 1922 года министром иностранных дел в кабинете Владислава Сикорского. После формирования правительства Винценты Витоса потерял пост 28 мая 1923 года.
27 июля 1924 года вновь получил пост министра иностранных дел в правительстве Владислава Грабского. На этом посту добился урегулирования долгов Польши перед США и Великобританией, заключения конкордата с Ватиканом, установления дипломатических отношений с Чехословакией, активного участия Польши в разработке Женевского протокола о запрещении химического и биологического оружия (1925), заключения договора с Германией об арбитраже в рамках Локарнских договоров 1925 года и о Данциге в пользу Польши.
13 ноября 1925 года Скшиньский стал преемником Грабского на посту премьер-министра, создав коалиционное правительство при поддержке Национально-демократического союза и Польской социалистической партии, одновременно сохраняя в нём пост министра иностранных дел. После выхода социалистической партии из коалиции к власти 10 мая 1926 года пришло правительство Винценты Витоса, павшее 14 мая в результате государственного переворота Юзефа Пилсудского.
Погиб в автокатастрофе 25 сентября 1931 года.